# ليندسي كاميلا
ليندسي كاميلا تيليس دي كارفاليو ولدت في 27 يوليو/تموز 1982، والمعروفة باسم ليندسي كاميلا أو في بعض الأحيان ليندسي فقط، هي مدربة كرة قدم برازيلية، وحاليًا المدرب الرئيسي لنادي الاتحاد السعودي.

## حياة مهنية
ولدت ليندسي في كامبيناس، ساو باولو، وبدأت مسيرتها المهنية مع نادي بونتي بريتا في مسقط رأسها. مثلت نادي فيرانوبوليس قبل أن تلعب في البرتغال وإسبانيا وفرنسا. في البلد الأخير، لعبت لفريق AFC Compiègne B و Le Puy قبل اعتزالها.
بعد تقاعدها، عملت ليندسي في فرق الشباب بنادي ليون قبل أن تتولى التدريب في دبي والولايات المتحدة. انتقلت إلى كرة القدم للرجال في عام 2016، حيث عملت مع فريق تحت 14 عامًا من نادي Racing FC Union Luxembourg، قبل أن تصبح مديرة لفريق Terville من المستوى التاسع.
بعد قيادة تيرفيل إلى Régional 3، غادرت ليندسي النادي لتصبح مساعدة سيمون جاتوبا في منتخب البرازيل للسيدات تحت 17 عامًا. في 2 يناير/كانون الثاني 2021، عُينت كمدربة رئيسية لفريق Ferroviária.
قادت ليندسي فريق جيريرا جريناس إلى لقب كأس ليبرتادوريس للسيدات 2021، لتصبح أول امرأة تفوز باللقب كمدربة رئيسية. في 9 سبتمبر/أيلول، استقالت بعد خلافات مع بعض لاعبات الفريق، وتولت تدريب أتليتكو مينيرو في 6 أكتوبر/تشرين الأول.
طُردت ليندسي من قبل جالو في 28 مارس/أذار 2023، وعادت إلى الاتحاد البرازيلي لكرة القدم في يوليو/تموز، مرة أخرى كمساعد لجاتوبا في فرق تحت 15 عامًا وتحت 17 عامًا. في 5 يناير/كانون الثاني 2024، اعلن عنها كمدربة رئيسية لنادي باهيا، لكنها غادرت في 7 أغسطس/آب، بعد فوزها ببطولة الدوري البرازيلي لكرة القدم للسيدات الدرجة الثانية لهذا العام، لتتولى تدريب نادي الاتحاد.

## الأوسمة

### نادي
السكك الحديدية
- كوبا ليبرتادوريس للسيدات: 2020

أتليتيكو مينيرو
- البطولة النسائية لكرة القدم المصغرة: 2021، 2022

باهيا
- الدوري البرازيلي لكرة القدم للسيدات، الدوري A2 :2024